# Sebastião Rodrigues
Sebastião Campos Afonso Rodrigues dos Santos (Dafundo, 1929 — 1997) foi um designer português.
É uma figura de referência no campo do design gráfico em Portugal na segunda metade do século XX.

## Biografia / Obra

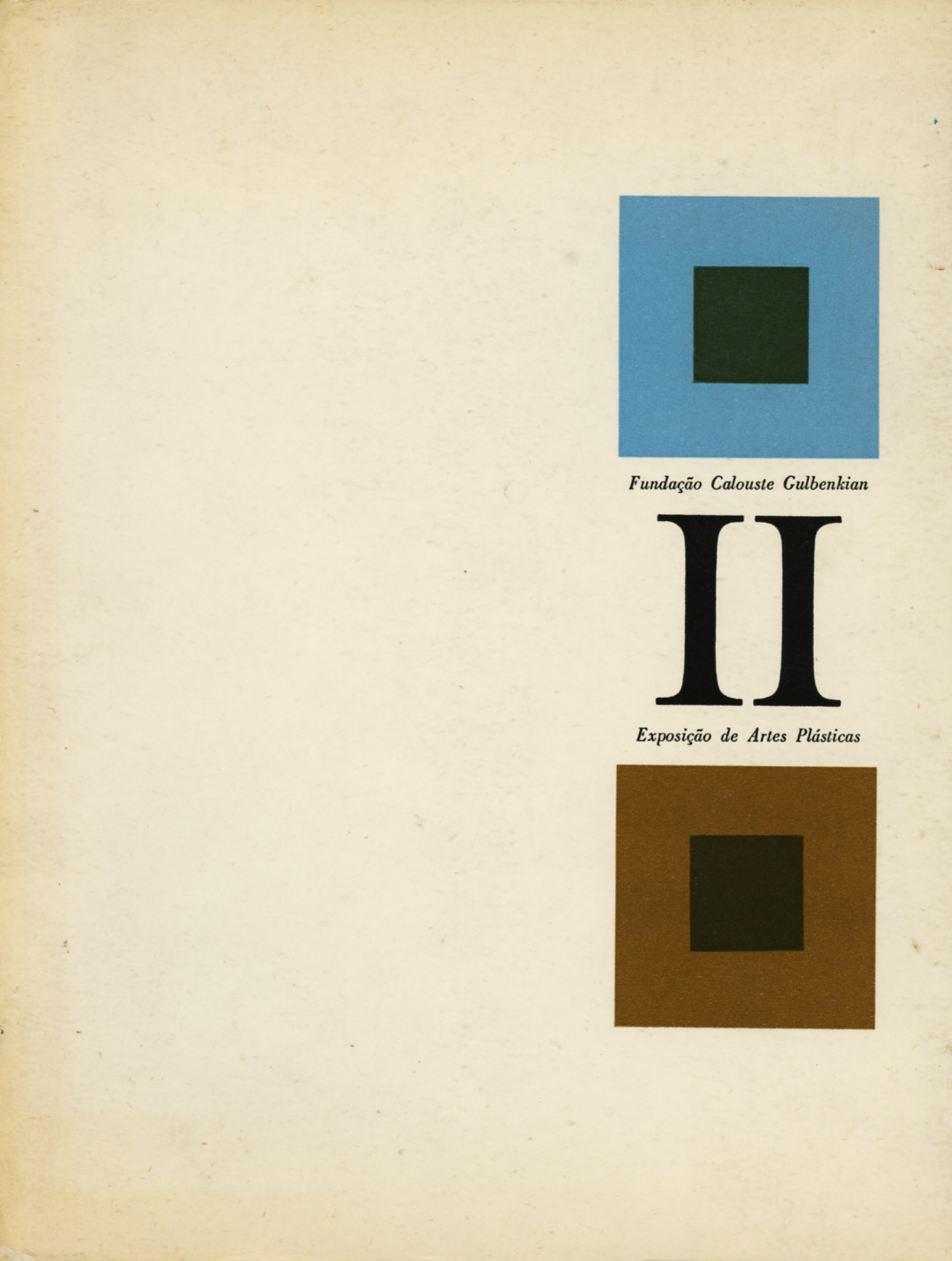
Catálogo da II Exposição de Artes Plásticas da Fundação Calouste Gulbenkian, 1961

Curso de serralheiro mecânico pela Escola Industrial Marquês de Pombal (onde foi aluno de Frederico George).
Essencialmente autodidata, começa desde muito jovem a executar pequenos trabalhos gráficos para o jornal A Voz. Em 1945 vai trabalhar para o Atelier de Publicidade Artística (APA), onde conhece Manuel Rodrigues, futuro companheiro de trabalho. Exerce atividade como profissional de artes gráficas a partir de 1947.
Sebastião Rodrigues emerge no período de consolidação, a nível nacional, das principais conquistas do movimento moderno no domínio da expressão gráfica. Na década de 1950, as novas direções – divulgadas por exemplo pela revista Graphis –, irão influenciar o seu pensamento e o de outros da sua geração (como Sena da Silva ou Daciano Costa).
A sua obra seria igualmente marcada pelo grafismo e aparência formal do trabalho de Victor Palla, pelo desempenho gráfico do norte-americano Alvin Lustig, e pela vasta recolha de elementos de raiz popular que ele próprio realizou enquanto bolseiro da Fundação Calouste Gulbenkian (1959-60). "A modernidade do seu grafismo, em estado puro, depurado e simbólico", ficou ligada, por exemplo, "à promoção do turismo português, à atividade editorial da Europa-América, da Sá da Costa, da Ulisseia, às edições e imagem institucional da Fundação Calouste Gulbenkian, às edições do Museu Nacional de Arte Antiga".
Entre os inúmeros trabalhos em que se empenhou, dos cartazes e capas a uma multiplicidade de produções para impressão, onde revelou sempre grande originalidade de soluções, será necessário destacar a revista Almanaque, que dirigiu de 1959 a 1961 e através da qual "renovou as artes gráficas portuguesas".

Capas da revista Almanaque, Julho e Novembro de 1960

A multiplicidade de soluções ensaiada no grafismo desta revista, o equilíbrio entre a dignidade e a inovação, haveriam de prolongar-se no seu trabalho posterior. "A riqueza e diversidade da paginação, o uso de velaturas, o aproveitamento do lado positivo e negativo da imagem, a duplicação ou a fragmentação de elementos visuais, constituíram processos de enriquecimento de cada Almanaque, tornando-o sempre individualizado, mas fiel a um estilo".
Autor de uma obra multifacetada, Sebastião Rodrigues expôs individualmente e integrou diversas mostras coletivas, em Portugal e no estrangeiro. Entre as exposições coletivas podem destacar-se:  Exposições de Arte Moderna do S.P.N./S.N.I. (1951, 1952, 1953); 1º Salão dos Artistas de Hoje (1956); 30 Anos da Cultura Portuguesa (S.N.I., 1956); exposição Bianco e Nero, Lugano (1958);  I e II Exposições de Artes Plásticas da Fundação Calouste Gulbenkian (1957, 1961); etc.
Foi distinguido com vários prémios, nomeadamente: diploma de Honra no Cartaz para as Olimpíadas de Helsínquia (1952); Prémio «Silver Prize» da International Travel Competition, Tóquio (1955); Prémio na Feira Internacional de Lisboa (1962); Award of Excellence pelo International Council of Graphic Associations (1991); etc. Foi sócio fundador da Associação Portuguesa de Designers (1976). Grande-Oficial da Ordem do Mérito (1995).
A partir de 1989 deixa de produzir, vitima de cancro, vindo a falecer oito anos mais tarde.